# Église Saint-Marc de Jakovac
Pour les articles homonymes, voir Église Saint-Marc.
L'église Saint-Marc de Jakovac (en serbe cyrillique : Црква Светог Марка у Јаковцу ; en serbe latin : Crkva Svetog Marka u Jakovcu) est une église orthodoxe serbe située à Jakovac près de Stalać, dans le district de Rasina et dans la municipalité de Ćićevac en Serbie. Elle est inscrite sur la liste des monuments culturels de grande importance de la république de Serbie (identifiant no SK 513),,.

## Présentation
L'église est située sur un haut plateau de la Mojsinjska planina. Elle est la plus grande église de l'ensemble des églises monastiques et des autres églises de cette montagne, surnommée le « mont Athos de la Mojsinjska » en raison des nombreux édifices religieux qu'elle a abrités et abrite encore,.
Elle s'inscrit dans un plan tréflé et est constituée d'une nef unique prolongée par une abside demi-circulaire et précédée par un narthex. Des vestiges de voûtes subsistent au nord et au sud de l'édifice. Elle est construite en moellons et en pierres de taille avec des briques pour égaliser les niveaux. Le sol était recouvert de carreaux en briques.
Les murs étaient autrefois décorés de fresques dont il ne reste que aujourd'hui que des fragments insuffisants pour déterminer leur style.
Des fouilles ont permis de mettre au jour des objets remontant à l'empereur Dušan et au prince Lazare. On estime aujourd'hui que l'église a été construite au XVe siècle.